# Chi lo sa?
Chi lo sa? (Va savoir) è un film del 2001 diretto da Jacques Rivette.
Fu presentato in concorso al 54º Festival di Cannes.

## Trama
L'attrice francese Camille, dopo cinque anni passati in Italia, torna a Parigi con il suo ultimo compagno, il regista Ugo. Vogliono mettere in scena un'opera teatrale di Pirandello intitolata Come tu mi vuoi. Per Camille tornare nella capitale francese significa fare i conti con il passato, visto che con Pierre, il suo ex-compagno, si era lasciata in modo burrascoso. Per Ugo invece la trasferta parigina porta, oltre il lavoro teatrale, anche la difficile ricerca di un manoscritto semi-sconosciuto di Goldoni, del quale è uno dei pochi a conoscere l'esistenza. Le giornate di Camille assumono toni poco felici, anche perché Ugo la trascura per tuffarsi nella ricerca del manoscritto: Dominique, una giovane attrice attratta da Ugo e dai suoi modi discreti, lo aiuta nelle ricerche e questo genera ulteriore inquietudine della mente di Camille.

## Riconoscimenti
- Seminci 2001
  - Premio speciale della giuria